# موقع وارد ويد
موقع وارد ويد (تمت إعادة تسميته لاحقًا إلى نيكزس لتجنب الخلط بين البرنامج وشبكة الويب العالمية ) هو أول متصفح ويب  ومحرر صفحة ويب . تم إيقافه في عام 1994. في وقت كتابته ، كان متصفح الويب الوحيد الموجود ، بالإضافة إلى أول محرر ويسمج لغة البرمجة.
تم إصدار شفرة المصدر للملكية العامة في 30 أبريل 1993. لا يزال بعض الكود موجودًا في NeXT Computer الخاص بـ Tim Berners-Lee في متحف CERN ولم يتم استرداده بسبب حالة الكمبيوتر كقطعة أثرية تاريخية. بالتزامن مع الذكرى السنوية العشرين لإعطاء مركز الأبحاث الويب للعالم ، بدأ مشروع في عام 2013 في CERN للحفاظ على هذه الأجهزة والبرامج الأصلية المرتبطة بولادة الويب.

## روابط خارجية
- تيم بيرنرز لي: WorldWideWeb
- القليل من تاريخ شبكة الويب العالمية
- مدونة بيرنرز لي
- حياكة الويب ((ردمك 0-06-251587-X) ) ، كتاب بيرنرز لي حول مفهوم الويب.
- CERN ، حيث كان الويب ولدت "WWW"